# Euryglottis davidianus
Euryglottis davidianus är en fjärilsart som beskrevs av Paul Dognin 1891. Euryglottis davidianus ingår i släktet Euryglottis och familjen svärmare. Inga underarter finns listade i Catalogue of Life.